# Ruda (gromada w powiecie grudziądzkim)
Ruda – dawna gromada, czyli najmniejsza jednostka podziału terytorialnego Polskiej Rzeczypospolitej Ludowej w latach 1954–1972.
Gromady, z gromadzkimi radami narodowymi (GRN) jako organami władzy najniższego stopnia na wsi, funkcjonowały od reformy reorganizującej administrację wiejską przeprowadzonej jesienią 1954 do momentu ich zniesienia z dniem 1 stycznia 1973, tym samym wypierając organizację gminną w latach 1954–1972.
Gromadę Ruda z siedzibą GRN w Rudzie utworzono – jako jedną z 8759 gromad na obszarze Polski – w powiecie grudziądzkim w woj. bydgoskim, na mocy uchwały nr 24/6 WRN w Bydgoszczy z dnia 5 października 1954. W skład jednostki weszły obszary dotychczasowych gromad Białybór i Mały Rudnik ze zniesionej gminy Grudziądz w powiecie grudziądzkim oraz obszary dotychczasowych gromad: Ruda i Sztynwag ze zniesionej gminy Robakowo, Gogolin ze zniesionej gminy Podwiesk i Wałdowo Szlacheckie ze zniesionej gminy Płąchawy w powiecie chełmińskim w tymże województwie. Dla gromady ustalono 23 członków gromadzkiej rady narodowej.
1 stycznia 1959 do gromady Ruda włączono obszar zniesionej gromady Szynych w tymże powiecie.
1 stycznia 1969 do gromady Ruda włączono grunty rolne o powierzchni ogólnej 151,63 ha z miasta (na prawach powiatu) Grudziądza w tymże województwie.
Gromada przetrwała do końca 1972 roku, czyli do kolejnej reformy gminnej.